# Cyaniris pellecebra
Cyaniris pellecebra är en fjärilsart som beskrevs av Hans Fruhstorfer 1910. Cyaniris pellecebra ingår i släktet Cyaniris och familjen juvelvingar. Inga underarter finns listade i Catalogue of Life.